# Volta a Colònia
La Volta a Colònia (en alemany i oficialment Rund um Köln) és una cursa ciclista alemanya d'un dia, amb inici i final a la ciutat de Colònia. Creada el 1908, és una de les curses ciclistes alemanyes més antigues. Des de la creació dels Circuits continentals de ciclisme creats l'any 2005 forma part de l'UCI Europa Tour, els dos primers anys en la categoria 1.1 per passar, el 2007 a categoria 1.HC, la més alta en aquests circuits. Tot i això, després de no disputar-se el 2008 a causa de les condicions meteorològiques va tornar a la categoria 1.1 des del 2009.

## Palmarès professional
| Any                                                            | Vencedor                | Segon               | Tercer              |         |
| -------------------------------------------------------------- | ----------------------- | ------------------- | ------------------- | ------- |
| 1910                                                           | Karl Wittig             | Jean Esser          | Georg Schmid        |         |
| 1911                                                           | Adolf Huschke           | Josef Hübner        | Ernst Franz         |         |
| 1912                                                           | Jean Steingass          | Richard Wiese       | Rudolf Kotsch       |         |
| 1913                                                           | Ernst Franz             | Rudolph Lewis       | Rudolf Kotsch       |         |
| 1914                                                           | Ernst Franz             | Josef Pütz          | Wilhelm Siewert     |         |
| 1915-1920 no es disputà per culpa de la Primera Guerra Mundial |                         |                     |                     |         |
| 1921                                                           | Richard Huschke         | Felix Manthey       | Wilhelm Siewert     |         |
| 1922                                                           | Paul Koch               | Arthur Nörenbergh   | Wilhelm Franke      |         |
| 1923                                                           | Fritz Fischer           | Richard Huschke     | Paul Kohl           |         |
| 1924                                                           | Paul Kohl               | Karl Kohl           | Fritz Gielow        |         |
| 1925                                                           | Paul Kohl               | Josef Remold        | Richard Huschke     |         |
| 1926                                                           | Heiri Suter             | Kastor Notter       | Gaetano Belloni     |         |
| 1927                                                           | Gaetano Belloni         | Jules Van Hevel     | Adriano Zanaga      |         |
| 1928                                                           | Alfredo Binda           | Domenico Piemontesi | Julien Delbecque    |         |
| 1929-1933 no es disputà                                        |                         |                     |                     |         |
| 1934                                                           | Kurt Stöpel             | Willy Kutschbach    | Georg Stach         |         |
| 1935                                                           | Emil Kijewski           | Kurt Stöpel         | Willy Kutschbach    |         |
| 1936                                                           | Erich Bautz             | Hans Weiss          | Georg Umbenhauer    |         |
| 1937                                                           | Emil Kijewski           | Karl Wierts         | Jupp Arents         |         |
| 1938-1947 no es disputà per culpa de la Segona Guerra Mundial  |                         |                     |                     |         |
| 1948                                                           | Heinrich Schwarzer      | Erich Bautz         | Fritz Siefert       |         |
| 1949                                                           | Heinrich Schultenjohann | Otto Ziege          | Erich Bautz         |         |
| 1950 no es disputà                                             |                         |                     |                     |         |
| 1951                                                           | Heinrich Schwarzer      | Jean Diederich      | Jean Breuer         |         |
| 1952-1954 no es disputà                                        |                         |                     |                     |         |
| 1955                                                           | Hans Preiskeit          | Manfred Donike      | Hans Junkermann     |         |
| 1956-1963 no es disputà                                        |                         |                     |                     |         |
| 1964                                                           | Horst Oldenburg         | Peter Post          | Klaus May           |         |
| 1965                                                           | Horst Oldenburg         | Wolfgang Schulze    | Romain Robben       |         |
| 1966                                                           | Peter Glemser           | Jos Huysmans        | Leo Hermens         |         |
| 1967                                                           | Noël Foré               | Willy In 't Ven     | Roger Blockx        |         |
| 1968-1989 no es disputà                                        |                         |                     |                     |         |
| 1990                                                           | Noël Segers             | Andreas Kappes      | Herman Frison       |         |
| 1991                                                           | Jerry Cooman            | Johan Capiot        | Mario De Clercq     |         |
| 1992                                                           | Louis de Koning         | Wilfried Peeters    | Olaf Jentzsch       |         |
| 1993                                                           | Willem Van Eynde        | Christian Henn      | Marcel Wüst         |         |
| 1994                                                           | Udo Bölts               | Rolf Järmann        | Jens Heppner        |         |
| 1995                                                           | Erik Dekker             | Frans Maassen       | Fausto Dotti        |         |
| 1996                                                           | Erik Zabel              | Tom Steels          | Johan Capiot        |         |
| 1997                                                           | Frank Vandenbroucke     | Artur Babaitsev     | Ludo Dierckxsens    |         |
| 1998 no es disputà                                             |                         |                     |                     |         |
| 1999                                                           | Jens Heppner            | Raymond Meijs       | Kai Hundertmarck    |         |
| 2000                                                           | Steffen Wesemann        | Hendrik Van Dijck   | Jens Heppner        |         |
| 2001                                                           | Gian Matteo Fagnini     | Bert Grabsch        | Torsten Schmidt     |         |
| 2002                                                           | Peter Wrolich           | Kai Hundertmarck    | Christian Werner    |         |
| 2003                                                           | Jan Ullrich             | Danilo Hondo        | Peter Wrolich       |         |
| 2004                                                           | Erik Zabel              | Danilo Hondo        | Kirk O'Bee          |         |
| 2005                                                           | David Kopp              | Stefan Schumacher   | David Cañada Gracia |         |
| 2006                                                           | Christian Knees         | David Kopp          | Kai Reus            |         |
| 2007                                                           | Juan José Haedo         | Graeme Brown        | Alessandro Petacchi |         |
| 2008 no es disputà                                             |                         |                     |                     |         |
| 2009                                                           | Martin Pedersen         | Eric Baumann        | Mathias Belka       |         |
| 2010                                                           | Juan José Haedo         | André Greipel       | Enrico Rossi        |         |
| 2011                                                           | Michael Matthews        | Marcel Kittel       | Giacomo Nizzolo     |         |
| 2012                                                           | Jan Bárta               | Gediminas Bagdonas  | Tomasz Marczyński   |         |
| 2013                                                           | Sébastien Delfosse      | Pieter Jacobs       | Georg Preidler      |         |
| 2014                                                           | Sam Bennett             | Barry Markus        | Gerald Ciolek       |         |
| 2015                                                           | Tom Boonen              | Edward Theuns       | Andreas Schillinger |         |
| 2016                                                           | Dylan Groenewegen       | André Greipel       | Nikias Arndt        |         |
| 2017                                                           | Gregor Mühlberger       | Mads Würtz Schmidt  | Fabian Lienhard     |         |
| 2018                                                           | Sam Bennett             | Mihkel Räim         | Szymon Sajnok       |         |
| 2019                                                           | Baptiste Planckaert     | Christoph Pfingsten | Lionel Taminiaux    |         |
| 2020                                                           | suspesa                 | suspesa             | suspesa             | suspesa |
| 2021                                                           | suspesa                 | suspesa             | suspesa             | suspesa |
| 2022                                                           | Nils Politt             | Danny van Poppel    | Nikias Arndt        |         |
| 2023                                                           | Danny van Poppel        | Milan Menten        | Jasper De Buyst     |         |
| 2024                                                           | Casper van Uden         | Biniam Girmay       | Louis Blouwe        |         |
| 2025                                                           |                         |                     |                     |         |

## Palmarès amateur
| Any     | Vencedor                                                | Segon                                                   | Tercer                                                  |
| ------- | ------------------------------------------------------- | ------------------------------------------------------- | ------------------------------------------------------- |
| 1908    | Fritz Tacke                                             | Mathias Sebastian                                       |                                                         |
| 1909    | Otto Wincziers                                          |                                                         |                                                         |
| 1910    | Jean Rosellen                                           |                                                         |                                                         |
| 1911    | no disputada                                            | no disputada                                            | no disputada                                            |
| 1912    | Josef Steinkrüger                                       |                                                         |                                                         |
| 1913    | Paul Blum                                               |                                                         |                                                         |
| 1914    | Fritz Fischer                                           |                                                         |                                                         |
| 1915-19 | no es disputà per culpa de la Primera Guerra Mundial    | no es disputà per culpa de la Primera Guerra Mundial    | no es disputà per culpa de la Primera Guerra Mundial    |
| 1920    | Adam Sachs                                              | Gustav Richter                                          |                                                         |
| 1921    | Paul Roggenbuck                                         | Karl Pfister                                            |                                                         |
| 1922    | Matthias Stollenwerk                                    |                                                         | August Deibel                                           |
| 1923    | Hermann Fischer                                         | Fritz Gielow                                            | Peter Rösen                                             |
| 1924    | Peter Rösen                                             | Hermann Fischer                                         | Hubert Wallenborn                                       |
| 1925    | Hans Kinzen                                             | Hans Witzak                                             | Matthias Stollenwerk                                    |
| 1926    | Josef Dumm                                              | Karl Müller                                             | Max Bader                                               |
| 1927    | Rudolf Wolke                                            | Ludwig Geyer                                            | Otto Michael                                            |
| 1928    | Arthur Essing                                           | Jean Wolfram                                            | Willy Kopp                                              |
| 1929    | Franz Schmitz                                           | Peter Mandelarzt                                        | Anton Hodey                                             |
| 1930    | Otto Kratz                                              | Anton Hodey                                             |                                                         |
| 1931    | Humbert Rüdiger                                         | F. Neckar                                               | K. Stachel                                              |
| 1932    | Josy Kraus                                              | K. Steffes                                              | K. Stachel                                              |
| 1933    | Erich Bautz                                             | Arthur Essing                                           | Hermann Siebelhoff                                      |
| 1934    | Willi Hupfeld                                           | Walter Löber                                            | P. Paffrath                                             |
| 1935    | Rudi Wölkert                                            |                                                         |                                                         |
| 1936    | Willi Meurer                                            | Fritz Scheller                                          | Rudi Wölkert                                            |
| 1937    | Willi Meurer                                            | Felix Böttcher                                          |                                                         |
| 1938    | Franz Bronold                                           | Hans Mundorf                                            | Willi Meurer                                            |
| 1939    | Willi Meurer                                            | Franz Decker                                            | Henk de Hoog                                            |
| 1940    | Jakob Kropp                                             | Ludwig Hörmann                                          | Franz Decker                                            |
| 1941    | Hans Preiskeit                                          | Kurt Warnier                                            |                                                         |
| 1942    | Heinrich Schwarzer                                      | Alfo Ferrari                                            |                                                         |
| 1943    | Karl Kittsteiner                                        | Heinz Heuser                                            | Herbert Bresching                                       |
| 1944-45 | no es va disputar per culpa de la Segona Guerra Mundial | no es va disputar per culpa de la Segona Guerra Mundial | no es va disputar per culpa de la Segona Guerra Mundial |
| 1946    | Friedel Nowakowski                                      | Heinz Schulte                                           | Georg Barth                                             |
| 1947    | Werner Holthöfer                                        | Heinz Heuser                                            | Helmut Neumann                                          |
| 1948    | Matthias Pfannenmüller                                  | Valentin Petry                                          | Gerhard Strubbe                                         |
| 1949    | Rudi Theissen                                           | Paul Jagodzinski                                        |                                                         |
| 1950    | Horst Holzmann                                          | Willi Irrgang                                           | Paul Jagodzinski                                        |
| 1951    | Edi Ziegler                                             | Willi Irrgang                                           |                                                         |
| 1952    | Richard Popp                                            |                                                         |                                                         |
| 1953    | Günther Otte                                            | A. Kuckelkorn                                           | Mathias Löder                                           |
| 1954    | Willi Irrgang                                           | Wolfgang Karbach                                        | Josef Broich                                            |
| 1955    | Edi Ziegler                                             | Peter Humann                                            | Walter Becker                                           |
| 1956    | Edi Ziegler                                             | Reinhold Ommer                                          |                                                         |
| 1957    | Wolfgang Grabow                                         |                                                         | Jupp Borghardt                                          |
| 1958    | Wolf-Jürgen Edler                                       | Günter Tüller                                           |                                                         |
| 1959    | Heiner Hofmann                                          | Heinz Jürgens                                           | Ludwig Troche                                           |
| 1960    | Matthias Löder                                          | August Korte                                            | Rolf Roggendorf                                         |
| 1961    | Albert Smits                                            | Freddy Truyens                                          | Marcel Dierkens                                         |
| 1962    | Siegfried Koch                                          |                                                         |                                                         |
| 1963    | Winfried Bölke                                          | Herbert Wilde                                           | Piet Bunts                                              |
| 1964    | Wilfried Peffgen                                        | Paul Horn                                               | Jürgen Goletz                                           |
| 1965    | Burkhard Ebert                                          | Hermann Goletz                                          | Bernd Riemann                                           |
| 1966    | Hans-Jörg Fässler                                       | Arnold Sechehaye                                        | André Rossel                                            |
| 1967    | Jürgen Kissner                                          |                                                         |                                                         |
| 1968    | Burkhard Ebert                                          | Klaus Simon                                             | Klaus Becker                                            |
| 1969    | Jürgen Tschan                                           | Dieter Leitner                                          | Klaus Simon                                             |
| 1970    | Andreas Streckies                                       | Albert Scheffer                                         | Josef Wonckx                                            |
| 1971    | Roger Gilson                                            | Wilfried Trott                                          | Dieter Koslar                                           |
| 1972    | Wilfried Trott                                          | Dieter Koslar                                           | Erwin Derlick                                           |
| 1973    | Hermann Jungbluth                                       | Peter Fenner                                            | Rudi Michalski                                          |
| 1974    | Dietrich Thurau                                         | Hermann Jungbluth                                       | Mario Sobottka                                          |
| 1975    | Jan Smyrak                                              | Mathieu Buckx                                           | Peter Billigmann                                        |
| 1976    | Wilfried Trott                                          | Rudi Menne                                              | Jan Smyrak                                              |
| 1977    | Bert Scheunemann                                        | Jan Smyrak                                              | Cornel Bücken                                           |
| 1978    | Arie Hassink                                            | Uwe Burbach                                             | Peter Kehl                                              |
| 1979    | Wilfried Trott                                          | Werner Stauff                                           | Friedrich von Löffelholz                                |
| 1980    | Achim Stadler                                           | Wilfried Trott                                          | Michael Blaudzun                                        |
| 1981    | Michael Mohr                                            | Holger Glitscher                                        | Immanuel Britzke                                        |
| 1982    | Jörg Echtermann                                         | Uwe Burbach                                             | Wilfried Trott                                          |
| 1983    | Wolf-Dieter Wolfshohl                                   | Helmut Gebauer                                          | Udo Jaulus                                              |
| 1984    | Stanislaus Mikolajczuk                                  | Han Vaanhold                                            | Wim Meier                                               |
| 1985    | Jan Vaanhold                                            | Volker Oehl                                             | Udo Jaulus                                              |
| 1986    | Remig Stumpf                                            | Andreas Kappes                                          | Peter Gänsler                                           |
| 1987    | Werner Wüller                                           | Harry Rozendal                                          | Helge Wolf                                              |
| 1988    | Lutz Losch                                              | Wolfgang Oschwald                                       | Rik van Akker                                           |
| 1989    | Dominik Krieger                                         | Jochen Klebsch                                          | Alexander Kastenhuber                                   |
| 1990    | 'no es disputà                                          | 'no es disputà                                          | 'no es disputà                                          |
| 1991    | Jan Meulenhof                                           | Rob Mulders                                             | Patrick Giesen                                          |
| 1992    | Erik Dekker                                             | Godert de Leeuw                                         | Mark Huis In 't Veld                                    |
| 1993    | Jörn Reuss                                              | Max van Heeswijk                                        | Paul Konings                                            |
| 1994    | Torsten Schmidt                                         | Aleksei Boskov                                          | Bart Boom                                               |
| 1995    | Hans Pijpers                                            | Koos Moerenhout                                         | Josef Holzmann                                          |
| 1996    | Coen Boerman                                            | Andreas Löder                                           | Thomas Böckmann                                         |
| 1997    | Peter Vries                                             | Erwin Gembalczik                                        | Niels Bassinghorn                                       |
| 1998    | 'no es disputà                                          | 'no es disputà                                          | 'no es disputà                                          |
| 1999    | Bart Boom                                               | Corey Sweet                                             | Arthur Farenhout                                        |
| 2000    | Bram Tankink                                            | David Orvalho                                           | Bart Boom                                               |
| 2001    | Arno Wallaard                                           | Bjorn Hoeben                                            | David Kopp                                              |
| 2002    | Dennis Kraft                                            | Bjorn Cornelissen                                       | Marco Bos                                               |